# Epoidesuchus
Epoidesuchus — вимерлий пепесухіновий пейрозаврид із пізньої крейди (від кампану до маастрихту) формації Адамантина в Бразилії. Як і інші представники Pepesuchinae і на відміну від близькоспоріднених членів Peirosaurinae, Epoidesuchus мав довгі та граціальні щелепи, що може вказувати на те, що вони були напівводними тваринами, більш схожими на сучасних крокодилів. Рід є монотипним, тобто містить лише один вид Epoidesuchus tavaresae.

## Історія та найменування
Голотипний екземпляр Epoidesuchus був знайдений у 2011 році в відслоненнях формації Адамантина в бразильському муніципалітеті Катандува. Зразок; який складається з майже трубчастої морди, часткового даху черепа, частин нижньої щелепи та одного ребра; був вилучений із розрізу дороги та згодом відправлений до Музею палеонтології професору Антоніо Сельсо де Арруда Кампосу. Того ж року цей матеріал вперше ідентифікував як пейрозаврид Фабіано Іорі. У 2024 році ця тварина була повністю описана та визнана окремим видом і родом Хуаном В. Руїсом та його колегами, які придумали назву Epoidesuchus tavaresae.
Назва Epoidesuchus є поєднанням давньогрецького «epoide», що означає «зачарований», і «souchus», широко вживаного суфікса серед крокодилів, який сходить до єгипетського бога Собека. Використання «epoide» є посиланням на місто Катандува, яке також відоме як «Місто магічних заклинань». З іншого боку, назва виду вшановує Сандру Сіміонато Таварес, палеонтолога та директора музею, де зберігається типовий екземпляр.